# Вопрос о границе Армении и Кавказской Албании

Закавказье в I—IV вв., по карте-вкладышу ко II тому «Всемирной истории» (М., 1956). Албания показана жёлтым цветом.

Вопрос о границе Армении и Кавказской Албании — вопрос о прохождении границы между двумя античными государствами, Великой Арменией и Кавказской Албанией, в I в. до н. э. — IV в. н. э., дебатируемый, главным образом, учёными Азербайджана и Армении. Общераспространённая в науке точка зрения состоит в том, что граница проходила по реке Кура; азербайджанские учёные оспаривают её, утверждая, что граница проходила по реке Аракс и, следовательно, в состав Албании входил также Арцах (Нагорный Карабах) и некоторые сопредельные с ним области. В то же время, по мнению ряда армянских учёных, территории правобережья Куры, к востоку от озера Севан, принадлежали армянам с ранних времен формирования армянского этноса, с VII века до нашей эры, тогда как превалирующий в академических кругах взгляд состоит в том, что Армения заняла эти территории с неармянским населением во II веке до нашей эры.

## Сведения первоисточников
Страбон
- «С востока — то же самое (Каспийское) море вплоть до границы Албании и Армении, где впадают в море реки Кир и Аракс; Аракс протекает через Армению, а Кир — через (δια)[2] Иберию и Албанию» (География, XI, 1, 5)
- Проход из Албании идет сначала через склоны высеченной в камне тропы, а затем через пойму, образуемую рекой Алазонией, текущей с Кавказа. Проходы же из Армении — это ущелье Кира и Арага … Этими проходами воспользовался сначала Помпей, двинувшись из Армении, а затем Канидий" (География, XI, 3,5)
- «Она (река Кир) берет начало в Армении и, тотчас вступая в вышеупомянутую равнину (в центре Иберии), принимает Араг <Арагву>, (текущий с Кавказа), и другие притоки, а затем через узкую долину течет в Албанию; между этой долиной и Арменией река мощно проносится по равнинам, весьма богатым пастбищами, принимает ещё больше рек (…) и наконец впадает в Каспийское море („География“, XI. 4.1.).
- „Албанцы больше привержены к скотоводству и стоят ближе к кочевникам; однако они не дики и поэтому не очень воинственны. Они живут между иберийцами и Каспийским морем … “. („География“, XI. 4.1.).
- „Поблизости (от Кира) впадает в море Аракс, бурно текущий из Армении“ („География“, XI. 4.2.)
- „Северные части (Армении) — это горы Парахаофра, лежащие над Каспийским морем, Албания, Иберия и Кавказ, который окружает эти народности и примыкает к Армении“ (География, XI, 14,1)
- „Далее рассказывают, что Армению, в прежние времена бывшую маленькой страной, увеличили войны Артаксия и Зариадрия <начало II в. до н. э.> у иберов <они отняли> предгорья Париадра, Хорзену и Гогарену, которые находятся по другую сторону реки Кира (…) поэтому все эти народности теперь говорят на одном языке“(„География“, XI. 4.5.)
- „В самой Армении много гор и плоскогорий (…) много там и долин (…) например долина Аракса, по которой река Аракс течет до границ Албании, впадая в Каспийское море. За этой границей идет Сакасена, тоже граничащая с Албанией и рекой Киром; ещё далее идет Гогарена“ (География, 11, 14,4)
- „Рек в Армении довольно много; наиболее известны Фасис и Лик, впадающие в Понтийское море (Эратосфен вместо Лика неверно называет Термодонт), в Каспийское — Кир и Аракс, в Красное — Ефрат и Тигр“. („География“, XI, 14, 7)
- „[Области, расположенные между Европой и Азией, ограничиваются на востоке Каспийским морем] вплоть до границы Албании и Армении, где впадают в море реки Кир и Аракс“ („География“, XI, 1,5)

Плиний Старший

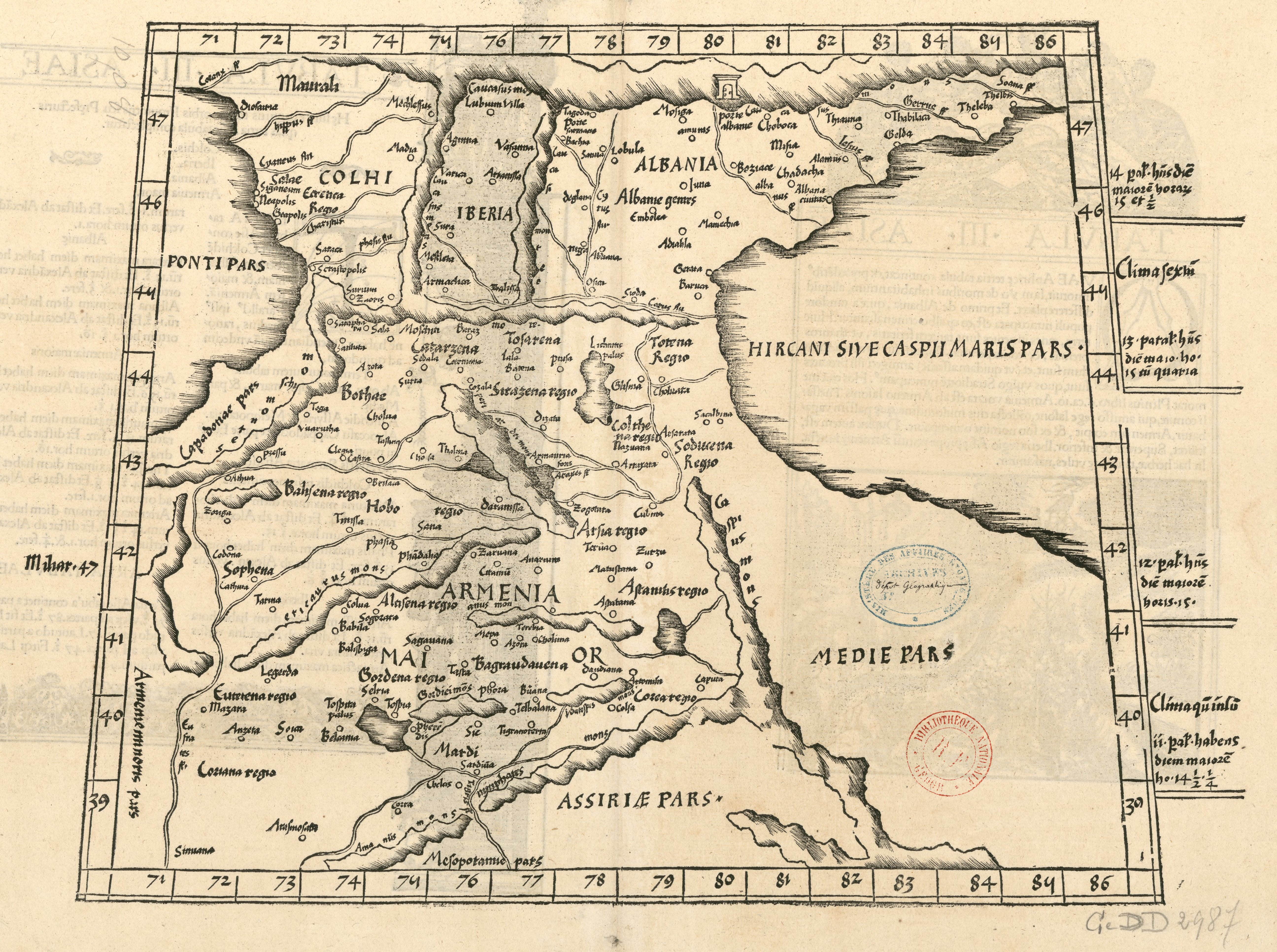
Карта Клавдия Птолемея (II век н. э.) 1535 года издания. Кавказская Албания расположена на левобережье реки Кура, между Кавказским хребтом и Каспийским морем.

- „Теперь будут перечислены жители пограничных с Арменией областей: всю равнину, начиная от реки Кура, заселяют племена албанов, а затем иберов, которые отделены от первых рекой Оказаном [Алазанью], текущей с Кавказских гор в реку Кир“ … » («Естественная история», кн. VI, 28-29)
- «племя албанцев, расселившееся по кавказским горам, доходит, как сказано, до реки Кира» (VI, 39).
- «Итак, Великая Армения имеет границу до Адиабены, будучи разделенной от неё широким горным хребтом, … а на левой стороне тянется до реки Кура» (кн. VI, 9)
- «на остальной (части) передней стороны, простирающейся до Каспийского моря, находится Атропатена, отделенная от Армении рекой Араксом со стороны Отены» (кн. VI,42 ; кн. XII,28)

Плутарх:
- «Затем Помпей оставил Афрания для охраны Армении, а сам (…) отправился преследовать Митридата через земли, населённые кавказскими племенами. Самые многочисленные из них — албаны и иберы; последние живут на западном склоне к Мосхийским горам и Понту, а албанцы — на восточном склоне к Каспийскому морю. Албаны сперва согласились пропустить Помпея через из страны. Но, когда зима застала римское войско в этой земле и римляне справляли Сатурналии, албаны, собравшись числом не менее сорока тысяч, переправились через реку Кирн (διαβάντες τόν Κύρνον) и напали на них. Река Кирн берет начало с Иберийских гор, берет в себя Аракс, текущий из Армении, и затем впадает двенадцатью устьями в Каспийское море» (Помпей, гл. 34)[3]

Клавдий Птолемей
- «Албания ограничивается с севера описанной частью Сарматии, с запада — Иберией по указанной линии, с юга — частью Великой Армении, идущей от границы с Иберией до Гирканского моря к устью реки Кира». (География, V,11,1)
- «Области Армении в части заключаются между реками Ефрат, Киром и Араксом, суть следующие: у Мосхийских гор — Котарзенская … вдоль реки Кира — Тосаренская и Отенская». (География, V,12,3)
- «Города и деревни Албании следующие. Между Иберией и рекой, вытекающей с Кавказа и впадающей в Кир, которая течет по всей Иберии и Албании, отделяя от них Армению». (География, V,11,3)
- «Великая Армения ограничивается с севера частью Колхиды, Иверией и Албанией по вышеуказанной линии, проходящей через реку Кир». (География, V,12,1)

Дион Кассий

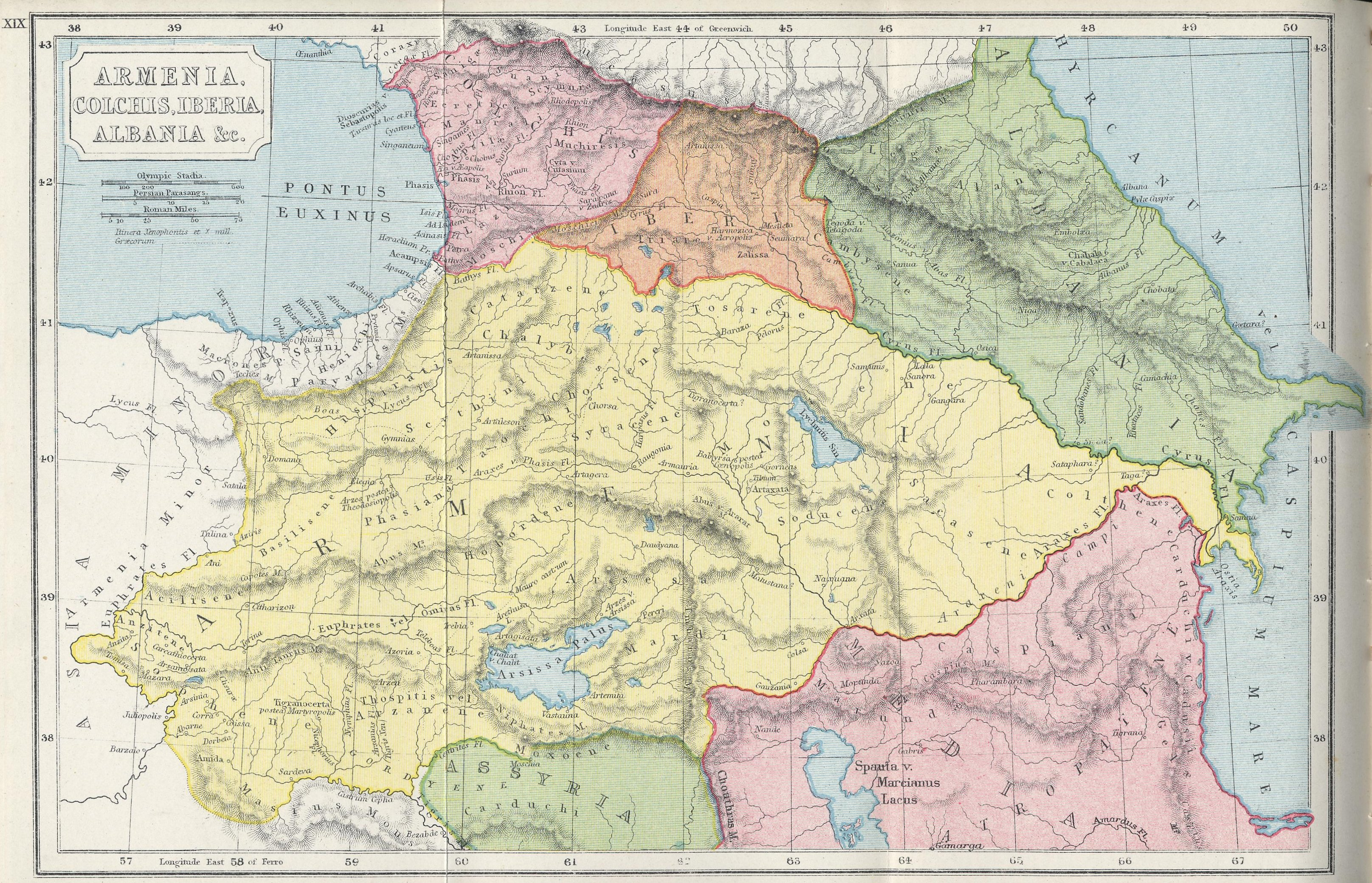
Армения, Колхида, Иберия и Албания в античные времена. Карта создана в 1907 году

- «Оройс, царь албанцев, живших выше (ύ π έ ρ) Кирна». (Римская история, XXXVI, 54,1).
- Захватить его (Оройса) не удалось, так как он, будучи отбит Целером и получив известия о неудачах других, обратился в бегство, но зато Помпей перебил много албанов, застигнув их врасплох при переправе через Кирн" (Римская история, кн. XXXVI, гл.54,4,5)
- «Узнавши здесь, что путь по материку идет через земли многих неизвестных и воинственных племен, а морской путь ещё затруднительнее вследствие отсутствия гаваней в этой стране и суровости её обитателей, приказал флоту сторожить Митридата, чтобы и его самого не допускать никуда выплыть … а сам обратился против албанцев, но не кратчайшим путём, а через Армению, чтобы захватить их врасплох и посредством этой уловки, кроме перемирия. Он перешел вброд через Кирн …» (Римская история, кн. XXXVII, гл. 2, 3, 4)

Аппиан
- «когда Помпей ходил по этим историческим местам, одни племена, которые были соседними с царством Митридата, пропускали его; но Ороз, албанский царь, и Арток, царь Иберии, с 70.000 воинов подстерегли его около реки Курна…» («Римская История», Митридатовы войны, 103)

Стефан Византийский
- «Отена — область Армении» (Steph. Byz. s. v. Ο τ η ν ή)
- «У реки Кира живут обарены и отены, составляющие значительную часть Армении»
- «Царь Армении Пакор, находясь в это время у Артаксаты и Отены в Армении» (Steph. Byz. s. v. Ω β α ρ η ο ί)

Менандр Византийский:
- «Римские военачальники опять вступили в Албанию, заставили савиров и албанов переселиться по сию сторону реки Кира…»[4]

Агатангелос
- «Тогда царь, немедля, со страхом и великой радостью позаботился о том, чтобы собрать главных нахараров и наместников страны: первым (был) ишхан Ангехтуна … двенадцатый — ишхан земли Цавда, тринадцатый — ишхан земли Утик…Они суть избранные ишханы (князья), наместники, краеначальники, тысяцкие, десятитысяцкие страны армянской, дома Торгомова»[5]

Фавстос Бузанд

Историческая карта античной Передней Азии, 1907 г.

- «Он (маскутский царь Санесан) перешел свою границу, большую реку Куру и наводнил армянскую страну»[6]
- «Пошел <армянский полководец Мушег Мамиконян> войною также на страну албанов и жестоко разгромил их. Отнял у них много гаваров, которые ими были захвачены — Ути (Утик/Отене), Шакашен (Сакасена) и Гардманадзор, Колт и сопредельные им гавары. Реку Куру сделал границей между своей страной и Албанией, как было раньше»[7]

Анания Ширакаци
- «Великая Армения, к востоку от Каппадокии и Малой Армении на реке Ефрате у Тавра, который отделяет её от Месопотамии, граничит к югу Ассирией. В Атрпатакане, по направлению к Мидии, границы её поворачивают (на север) до впадения Аракса в Каспийское море. К востоку она сопредельна с Албанией, Иверией, Егером до поворота Ефрата на юг. Армения заключает в себе замечательные горы, большие и малые реки и 6 озёр. Великая Армения разделяется на 15 следующих провинций: 1. Высокая Армения, то есть страна Карина, 2. Четвёртая Армения, 3. Агдзник, 4. Туруберан, 5. Мокк, 6. Кордчайк, 7. Персармения, 8. Васпуракан, 9. Арцах, 10. Сюник, 11. Пайтакаран, 12. Ути, 13. Гугарк, 14. Тайк, 15. Айрарат».[8]
- «Албания, то есть Агуанк, к востоку от Иверии, смежна с Сарматией у Кавказа и простирается до Каспийского моря и до пределов армянских на Куре. Она заключает в себе плодоносные поля, города, крепости, села, множество рек и сильные тростники. — Албания заключает в себе следующие провинции: 1. Иехни, 2. Бех, 3. Камбечан, 4. Шаке, 5. Востани-Марцпан, 6. Дашти-Баласакан. Кроме того албанцы отторгли у армян области: Шикашен, Гардман, Колт, Заве и ещё 20 областей, лежащих до впадения Аракса в реку Кур».[9]
- «Но мы рассказываем о собственно стране Албании, которая находится между большой рекой Курой и Кавказскими горами».[10]

## Мнения нейтральных авторов

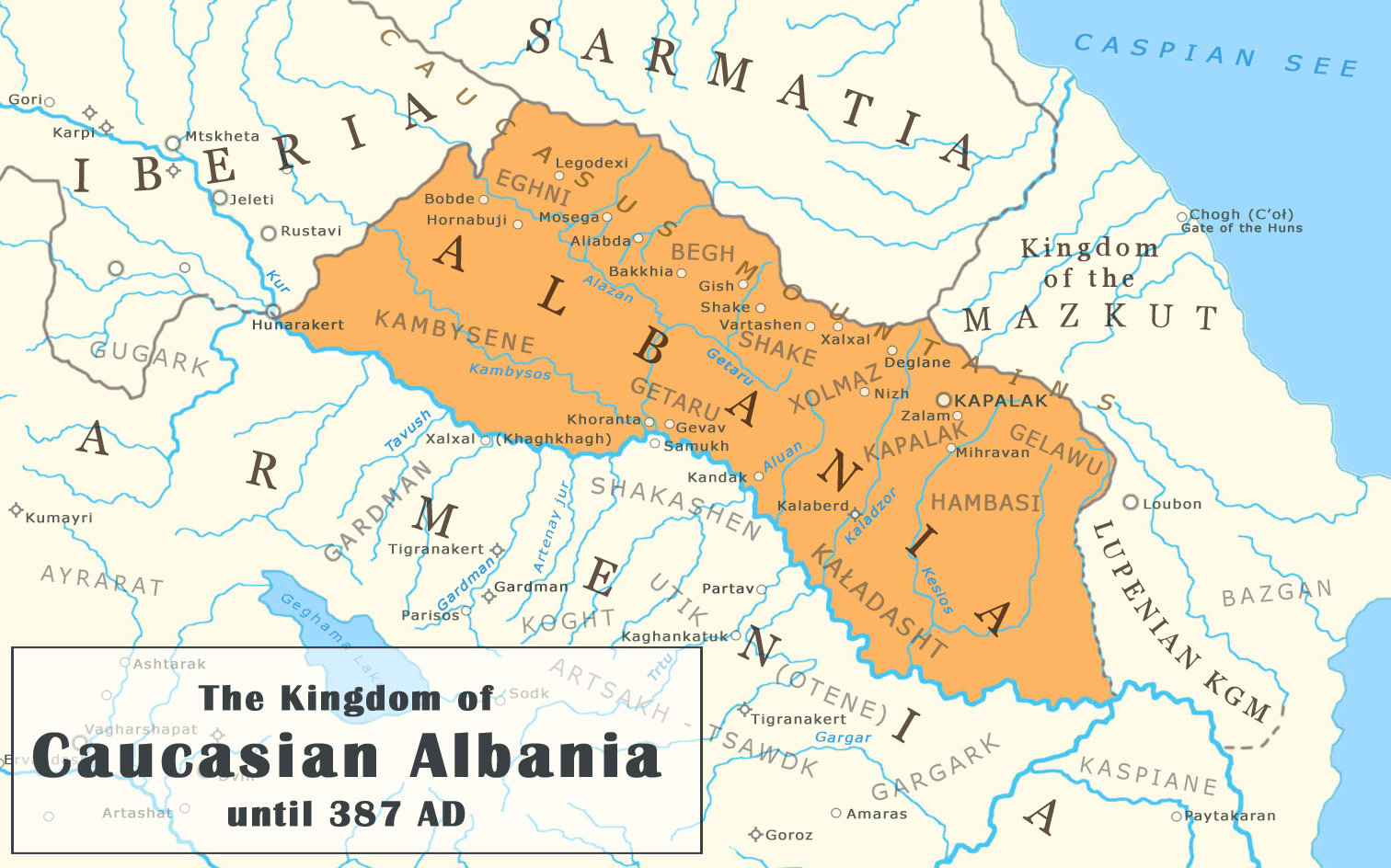
Территория Кавказской Албании до 387 года, согласно Роберту Хьюсену

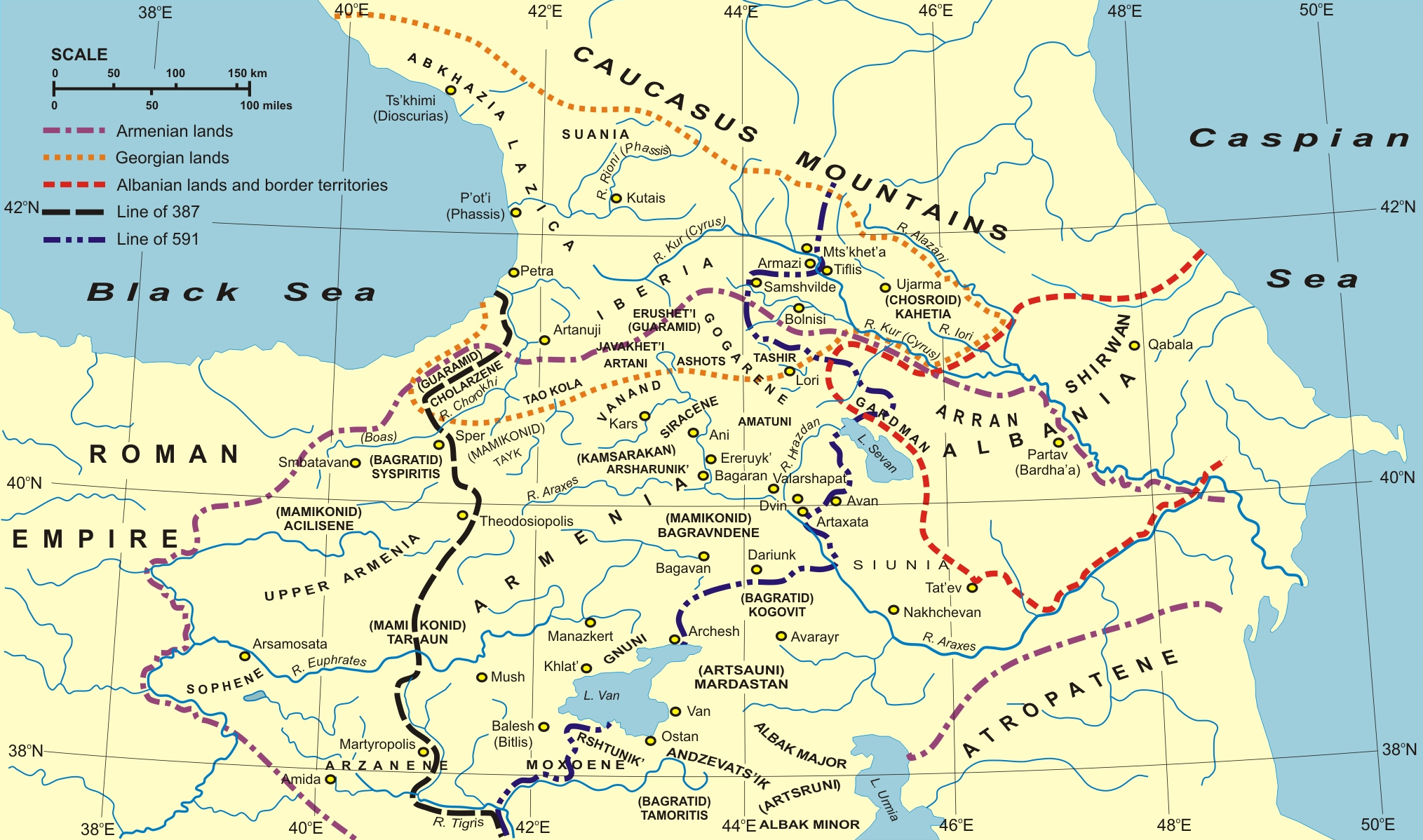
Армения в V—VI вв. н. э. по «Кембриджской Истории Древнего Мира», т.14, изд. 1970—2001 гг. Сиреневой линией (по реке Куре) показана армяно-албанская граница I—IV вв. н. э., красной линей — после раздела 387 года

По мнению большинства авторов, восточная граница Великой Армении установилась по Куре в начале II в. до н. э., когда основатель этого государства Арташес предположительно завоевал куро-аракское междуречье у Мидии Атропатены (либо покорил жившие там кавказские племена), и сохранялась на протяжении практически всего периода (II века до н. э. до 90-х гг. IV века н. э) существования Великой Армении. На момент возникновения этой границы государства Кавказская Албания ещё не существовало (как считается, оно возникло в конце II или даже середине I в. до н. э.).
Первое большое исследование, посвященное географическому положению Албании, принадлежит А. Яновскому (1846). Согласно его точке зрения, южной границей Албании являлась река Кура. Реку Кура, как границу Армении Великой и Кавказской Албании, отмечают крупный исследователь истории Закавказья И. Маркварт, кавказовед В. Томашек. Русский исследователь Б. А. Дорн локализует Албанию между Иберией и Каспийским морем, охватывая территории Шеки и Ширвана, а в качестве самой южной части армяно-албанской границы отмечает место слияния реки Кура и Аракс. Одна из наиболее авторитетных энциклопедий по античности, „Реальная энциклопедия классических древностей“ Паули-Виссова, однозначно считает Куру границей Армении и Албании. В статье «Албания» «Энциклопедического словаря Брокгауза и Ефрона» Кура названа армяно-албанской границей. Согласно статье «Армения и Иран» (автор Р. Шмитт) энциклопедии «Ираника», Кура являлась крайним северным пределом распространения армянской народности, и армяне дошли до неё около VII в. до н. э. В статье «Албания» утверждается, что на юге Албания была ограничена нижним течением Аракса, а на западе граница по Куре была непостоянной и нарушалась то в пользу армян, то в пользу албанцев; в подтверждение, приводится ссылка на Страбона (11,14,5) о захвате армянами областей за Курой. По мнению Р. Хьюсена и В. Шнирельмана, Куро-Аракское междуречье до его завоевания Арменией было населено различными народами, но армян среди них не было. Притом Шнирельман отмечает, что o завоевании этой территории именно Арташесидами источники умалчивают (существует концепция по которой Арташесиды получили эти области, как историческое наследие от более ранней династии Ервандидов (VI—III до н. э.)). Традиционная наука считает, что Куро-Аракское междуречье отошло от Армении к Албании в 387 году, когда Великая Армения была поделена между Персией и Римом и фактически прекратила своё государственное существование. Согласно «Иранике», одному из авторитетных энциклопедий по истории региона, «Более или менее корыстная лояльность албанцев объясняет, почему Сасаниды помогли им захватить у армян провинции (или округов) Ути (с городами Халхал и Партав), Сакасена, Колт, Гардман и Арцах». По мнению авторов академической «Истории древнего мира» (под ред. И. М. Дьяконова, В. Д. Нероновой, И. С. Свенцицкой), «Собственно Алванией первоначально называлась, по-видимому, средняя часть долины р. Куры к северу от неё. Позже к Алвании были присоединены и некоторые области Армении к югу от Куры — Утик, часть Пайтакарана и Арцаха (приблизительно соответствует совр. Нагорному Карабаху)». В академической «Всемирной истории» утверждается, что река Кура установилась в качестве границы Великой Армении и Кавказской Албании к середине I в. до н. э.. Тогда же, на основе албанского племенного союза, на левобережье Куры возникло Албанское государство. Один из крупнейших экспертов по истории Закавказья В. Н. Левиатов однозначно отмечает реку Кура как границу Армении и Кавказской Албании. Согласно академическим «Очеркам истории СССР», до распада Армении в 387 г. Албанское царство было расположено по левобережью Куры, начиная от среднего течения рек Иори и Алазани до Ахсу, а междуречье Куры и Аракса вплоть до конца IV века входило в состав централизованного рабовладельческого государства Армении. Академический труд «История Дагестана» с юга ограничивает албанскую территорию рекой Курой. К. В. Тревер, один из ведущих специалистов по истории Кавказской Албании, касаясь вопроса этнических границ обитания албанцев, отмечает, что коренной территорией их расселения являлось среднее и нижнее течение Куры, главным образом левобережье. Согласно «Британской энциклопедии» албанцы обитали в горных равнинах Большого Кавказа, и в стране к северу, граничащей с Сарматией, то есть в современном Дагестане. А. П. Новосельцев, анализируя античные источники I в. до н. э. — II в. н. э. — Страбона, Птолемея, Плиния Старшего, Диона Кассия, Плутарха и др., — находит в них только указания о принадлежности Арцаха Великой Армении и прохождении северной границы этого государства по реке Кир: «…армяно-албанская граница проходила по реке Куре, а области Сакасена, Арцах, Утик, Гардман и другие входили в состав Армянского царства. Лишь договор 387 г. изменил это положение…». Он также отмечал, что источники III в. н. э. по этому вопросу практически отсутствуют, а армянская историческая хроника, берущая своё начало в V в. н. э., описывая события предыдущих столетий, опиралась на устные эпические традиции. На основе своего исследования учёный приходит к выводу, что Арцах со II в. до н. э. по 387 г. н. э. входил в состав Армянского царства, подчёркивая при этом, что в разные исторические периоды зависимость этой области от Армении могла быть различной. Новосельцев подтверждает также, что население правобережья Куры было арменизировано в позднеантичное время, в период политической гегемонии Армении. В этно-историческом аспекте Албания после IV века не была полностью идентична античной Кавказской Албании. Албания представляла собой полиэтническую область, в Арцахе и части Утика проживали армяне. Так, по мнению авторов академической «Истории Востока», уже в раннем Средневековье (в частности до IX века) население правобережья Куры была армянским. Факт античной раннесредневековой арменизации этой области подтверждают ведущие специалисты по истории региона. Попытки отдельных историков «албанизации» армянского историко-культурного наследия Арцаха (Нагорный Карабах), в науке широко критикованы.

## Фальсификация истории в Азербайджане
Первым среди азербайджанских историков, изучавших вопрос армяно-албанской границы, был А. Бакиханов (1841), основатель азербайджанской исторической науки. Он отмечал, что «Многие писатели смешивают Армению, Иверию, Колхиду и Албанию, и от этого происходит неопределённость в обозначении некоторых мест. Сопоставив разные обстоятельства и показания историков, можно предполагать, что правый берег реки Куры составлял границу Армении. Плиний и Птолемей пишут, что северная граница Армении доходила до Куры»
Однако с 1960-х годов, параллельно с активизацией карабахского вопроса, в азербайджанской науке это мнение резко изменилось.
Азербайджанские учёные (З. Буниатов; вслед за ним И. Алиев и др.) выдвинули теорию, согласно которой сообщения античных авторов «неточны» и Арцах не постоянно входил в состав Армении, но переходил из рук в руки между Арменией и Кавказской Албанией или даже постоянно входил в состав Албании. Противники этой теории считают её частью кампании по фальсификации истории, проводившейся, по их словам, в Азербайджане ещё с советских времён.
В заявлении ученого совета Института Истории НАН Азербайджана от 19 сентября 2007 г. говорится:

Как бы горько ни было для армянских «историков», хотим ещё раз довести до их внимания и другую бесспорную истину.
Во-первых, ни в одном из существующих письменных источников не имеется никаких сведений о нахождении земель Нагорного или Равнинного Карабаха в составе созданного Тиграном кратковременного государства.

## Доводы азербайджанских авторов

### Доводы общего порядка
Почти все исторические источники объявляются «противоречивыми» и «недостоверными», а армянские историки V века «искусными фальсификаторами», которые «тенденциозно расширили пределы Армянского царства».
«Возможно, в отдельные периоды экспансионистские устремления армянских владык и распространялись на территории Куро-Аракского междуречья». Однако известно, что в 66 г. до н. э. римляне разгромили армянского царя Тиграна Великого, отняв у него его завоевания: Сирию, Палестину, Атропатену — все, кроме Кордуэны и Месопотамии. Из этого делается вывод, что «на протяжении I—IV вв. „Великая Армения“ никак не могла вести агрессивную политику, ибо находилась в попеременной зависимости то от Рима, то от Парфии. Конечно, о захвате Арменией на длительное время албанских областей речи и быть не может».

### Аран
Касаясь границ албанского государства в III—II вв. до н. э. (неазербайджанские историки отрицают, что в столь раннюю эпоху у албанцев было государство), азербайджанские авторы ссылаются на сообщения Мовсеса Хоренаци и следующего за ним Мовсеса Каганкатваци об Аране. Как правило, азербайджанские учёные более чем недоверчиво относятся рассказам Мовсеса Хоренаци о великом прошлом Армении; в данном случае, однако, сообщение принимается полностью. Рассказ Хоренаци состоит в том, что легендарный (неисторический) армянский царь Валаршак, якобы первый представитель на армянском престоле парфянской динаситии Аршакидов разделил Великую Армению на провинции, назначив в них наследственных наместников. В частности, «он учреждает наместничество в великом и, славном, многолюдном северо-восточном крае, вдоль большой реки по названию Кур, что прорезает обширную равнину, (назначив) Арана, мужа именитого, первого во всех делах мудрости и разума. Узнай, однако, и о людях Сисака,— (…) которые унаследовали Алванскую равнину, включая её обращенную к горам сторону, от реки Ерасх до крепости, называемой Хнаракерт; страна же получила название Алвании из-за его кроткого нрава, ибо его называли „алу“. И вот, один из его потомков, упомянутый именитый и доблестный Аран, и был назначен парфянином Валаршаком наместником-десятитысячником. Говорят, что племя утийцев и княжества гардманцев, цавдейцев и гаргарцев происходят от его отпрысков». Сисак, от которого Хоренаци производит Арана, по Хоренаци является потомком прародителя армян Хайка, родоначальником и эпонимом армянской области Сисакан (Сюник) и её правителей.
Азербайджанские учёные интерпретируют этот отрывок следующим образом:
«Моисей Хоренский свидетельствует о том, что Арану, который по-видимому, является легендарным предком, так сказать, эпонимом албан (…), „выпала в наследство вся Албанская равнина с её горной частью…“» Что, по их мнению, является доказательством, что «южная граница Албании тогда проходила по р. Аракс, то есть все междуречье Куры и Аракса входило в состав Албанского государства.». Тот факт, что по Хоренаци Арана назначает армянский царь Валаршак в качестве наместника северо-восточного края Армении «вдоль большой реки по названию Кур», наряду с назначением других наместничеств армянского государства, не упоминается.

### Страбон
Затруднение для азербайджанских историков представляет тот факт, что Страбон неоднократно упоминает как армянские области долину Аракса — Араксену (где помещает и столицу Армении Арташат), граничащую, по его словам, с Курой Сакасену и наконец Орхистену, то есть Арцах — Нагорный Карабах, по Страбону, «выставляющую наибольшее число всадников». Играр Алиев возражает на это:
«Судя по Страбону, армяне захватили Сакасену, Орхистену и некоторые другие области, ибо они перечисляются амасийским автором как армянские провинции. Однако верить Страбону можно не всегда: „География“ его содержит немало противоречивого, поскольку он некритически использовал разновременные сообщения лиц, весьма недолго бывавших в Албании и поэтому плохо осведомленных о событиях предшествующего им времени. Это и было причиной того, что географ делал различного рода несправедливые и легковерные обобщения. Трудно поверить Страбону, когда он, например, говорит о Сакасене как армянской области. Этому противоречит его же утверждение о том, что река Кура протекает через Албанию, Если это так, то тогда Сакасена — это не армянская, а албанская земля.» Однако абсолютизация слова «через», «по» антинаучная, так как в греческом языке предлог или префикс διά означает также и «вдоль». Общеизвестно, что и в русском языке предлоги «по», «через» никак не исключают смысла «вдоль» (например по Армении течет река Аракс). А. П. Новосельцев, анализируя сведения Страбона и однозначно отмечая армяно-албанскую границу по реке Кура, пишет: «Этому вовсе не противоречит указание Страбона на то, что река Кура протекает через Албанию, поскольку левобережье этой реки в пределах от Камбисены на юг относилось к Албании. Данные Страбона находят подтверждение и у других античных писателей». В тексте «Географии» Страбон буквально указывает, что Сакасена «граничит с Албанией и рекой Киром» и является «лучшей землей в Армении». В «Истории Азербайджана», изданной в 2006 г. под эгидой президента Азербайджана говорится без дальнейших объяснений:
По сведениям упомянутого античного автора Страбона, «совершив набег… саки захватили лучшие земли в Армении». Очевидно, что здесь Страбон спутал территорию Армении с территорией Азербайджана.
 Наил Горхмазоглу предполагает существование двух Сакасен: в Албании, на берегу Куры, и в Армении, которую он помещает в районе Гиркании (современный Мазандеран). При этом он отвергает и сообщения Страбона о том, что Араксена принадлежала Армении, на том основании, что по Страбону Аракс впадает в Каспий у границ Албании. На этом основании он делает вывод, что «у Страбона Араксеной именуется как левобережье в Албании (ныне равнина Муган), так и правобережье в Южном Азербайджане (ныне Гапыджыг)».

### Плиний Старший
Кемал Алиев резко возражает против перевода этого автора, сделанного академиком В. В. Латышевым, который по его словам «создает иллюзию, что албаны заселяли территорию, начиная от реки Куры». Перевод Латышева звучит так: «всю равнину, (начиная) от реки Кира, заселяет племя албанцев, а затем — иберов, которые отделены от первых рекою Оказаном». Со своей стороны Алиев, «в связи с контекстом», предлагает свой перевод: «вплоть до всей равнины (реки) Кюр владеет землями племя албанов…», то есть, объясняет он, от границ Армении вплоть до Куры. Между тем в латинском подлиннике стоит: «a Cyro usque»; предлог же a, ab, согласно словарю (и в полном соответствии с переводом В. В. Латышева) означает «от, из окрестностей, из», но никак не «вплоть до» — такого значения ни в одном словаре не зафиксировано.
Анализируя сообщения Плиния о том что Отене/Утик является частью Армении (ab Armeniae Otene regione), вдоль которого Армения граничит с Атропатеной, азербайджанский историк И. Алиев заключает: «… граница между Атропатеной и Арменией проходила по течению Аракса, вдоль территории Отены. Это позволяет полагать, что пограничная зона по Араксу между Атропатеной и Арменией была где-то у Нахичевани». Для «вытеснения» Армении из правобережья Куры, Алиев буквально перемещает провинцию Утик на территорию Нахичевана, который даже не граничила с Утиком (между Утиком и Нахичеваном находились провинции Арцах и Сюник).

### Другие греко-римские авторы
Отвергаются на том основании, что «сведения античных авторов (Плиния, Апиана, Диона Кассия, Плутарха и др.), согласно которым южной границей Албании представляется река Кура, взяты у Патрокла и Эратосфена, очень мало знавших Закавказье, а также у участников римских походов в Закавказье, чьей целью было преследование понтийского царя Митридата, а вовсе не изучение Албании»
По мнению В. П. Новосельцева, утверждения будто Страбон при описании Албании опирался на тексты Патрокла и Эратосфена (III в. до н. э.), произвольны и не подтверждаются самим текстом труда Страбона.

### Фавстос Бузанд
Армянский историк V в. Фавстос Бузанд описывает смутное время, наступившее в Армении в конце 360-х гг. — в эпоху царя Аршака II, сопровождавшуюся массовыми восстаниями вельмож и целых областей против царской власти (в частности, «против армянского царя Аршака восстал также укрепленный гавар <округ> Арцах»). Его царствование завершилось пленением и персидским нашествием, в котором принял участие также царь Албании Урнайр. Впоследствии, по рассказу Бузанда, персы были отражены, Урнайр разбит и даже попал в плен к армянскому полководцу Мушегу Мамиконяну, который разгромил восставшие области (включая Арцах, побежденный «в большом сражении», и страну каспов с городом Пайтакаран, жители которой «отложились от армянского царя и изменили ему»), а затем напал на Албанию и вернул захваченные албанцами земли по Куре — Утик, Шакашен («Сакасену» Страбона) и др., сделав границей Куру, «как было раньше» («История Армении», кн. V, гл.13) Азербайджанские историки интерпретируют этот отрывок следующим образом:
«Армянский историк Фавст Бузандаци свидетельствует о том, что во время правления албанского царя Урнайра в IV в. Ути, Шакашен, Гардмандзор, Арцах, область каспов, в том числе город Пайтакаран, входили в состав албанского государства. В 371 году полководец армянского царя Папа Мушег Мамиконян выступил с войском против Албании, разгромил Арцах и Албанию и отнял у них „гавары — Ути, Шакашен и Гардмандзор, Колт и сопредельные им гавары“ Спарапет Мушег Мамиконян также захватил область каспов и город Пайтакаран. Но это длилось недолго, вскоре, во время раздела Армении между Сасанидами и Византией по договору 387 года, Албании были возвращены Арцах, Ути, Шакашен, область каспов и город Пайтакаран. Последнего факта (раздела Армении в 387 г.) неазербайджанская наука не отрицает.

### Армянские авторы V и последующих веков
Привлекаются также свидетельства армянских авторов, писавших после раздела Великой Армении в 387 г. о современной им ситуации: например Фавстоса Бузанда (V в.), который описывает могилу почитаемого в его время святого Григориса в Амарасе (Арцах) как находящуюся в Албании, на границе Армении; Анании Ширакаци (VII в.), который в своей «Армянской географии», говоря об Албании, пишет: «Кроме того албанцы отторгли у армян области: Шикашен, Гардман, Колт, Заве и ещё 20 областей, лежащих до впадения Аракса в реку Кур». С точки зрения азербайджанских исследователей, это является аргументом в пользу того, что «территория Албании с III веке до Р. Х. по VIII век по Р. Х., то есть в течение 1000 лет (…) оставалась приблизительно в одних и тех же пределах»